# 刘遂 (赵王)
刘遂（？—前154年），西汉高祖刘邦孙，赵幽王刘友之子。汉文帝即位，立刘遂为赵王。之后，晁错建议景帝削藩。赵国被削常山郡。刘遂不满，与刘濞等联合叛乱。刘遂与匈奴连和，举兵往西界，与郦寄激战。栾布破齐国后攻赵国，刘遂自杀。

## 註解
1. ↑  班固. . . 十二月，立趙幽王子遂為趙王，徙琅邪王澤為燕王。
2. ↑  《汉书》卷五：膠西王卬、楚王戊、趙王遂、濟南王辟光、菑川王賢、 膠東王雄渠皆自殺。